# Uniwersytet w Bremie
Uniwersytet w Bremie (niem. Universität Bremen) – jedna z największych szkół wyższych w północnych Niemczech, mająca swoją siedzibę w Bremie, w dzielnicy Horn-Lehe. Uczelnia została założona w 1971 roku.
Uniwersytet jest znany przede wszystkim z wysokiego poziomu kształcenia w zakresie inżynierii przemysłowej, fizyki, matematyki, mikrobiologii, prawa europejskiego i nauk politycznych. W 2012 roku w tzw. rankingu szanghajskim został sklasyfikowany na 346. miejscu (29. wśród niemieckich uczelni).

## Historia
Uniwersytet w Bremie jest jednym z młodszych uniwersytetów w Niemczech. Został założony w 1971 roku, z zamiarem kształcenia kadry nauczycielskiej. Początkowo mały kompleks akademicki położony na przedmieściach miasta, był w latach osiemdziesiątych stopniowo rozbudowywany. Powstawały nowe wydziały (Nauk o Ziemi i Inżynierii), Uniwersytet rozpoczął współpracę z Instytutem Badań Morskich i Polarnych Alfreda Wegenera w Bremerhaven, a w 1988 roku wybudowano Park Technologiczny.

## Wydziały
- Wydział 1: Fizyka i Elektrotechnika
- Wydział 2: Biologia i Chemia
- Wydział 3: Matematyka i Informatyka
- Wydział 4: Inżynieria Produkcji – Inżynieria Mechaniczna i Procesowa
- Wydział 5: Nauki o Ziemi
- Wydział 6: Nauki Prawne
- Wydział 7: Nauki Ekonomiczne
- Wydział 8: Nauki Społeczne
- Wydział 9: Nauki o Kulturze
- Wydział 10: Lingwistyka i Literaturoznawstwo
- Wydział 11: Nauki o Człowieku i Zdrowiu
- Wydział 12: Pedagogika i Nauki Edukacyjne[10]

## Galeria

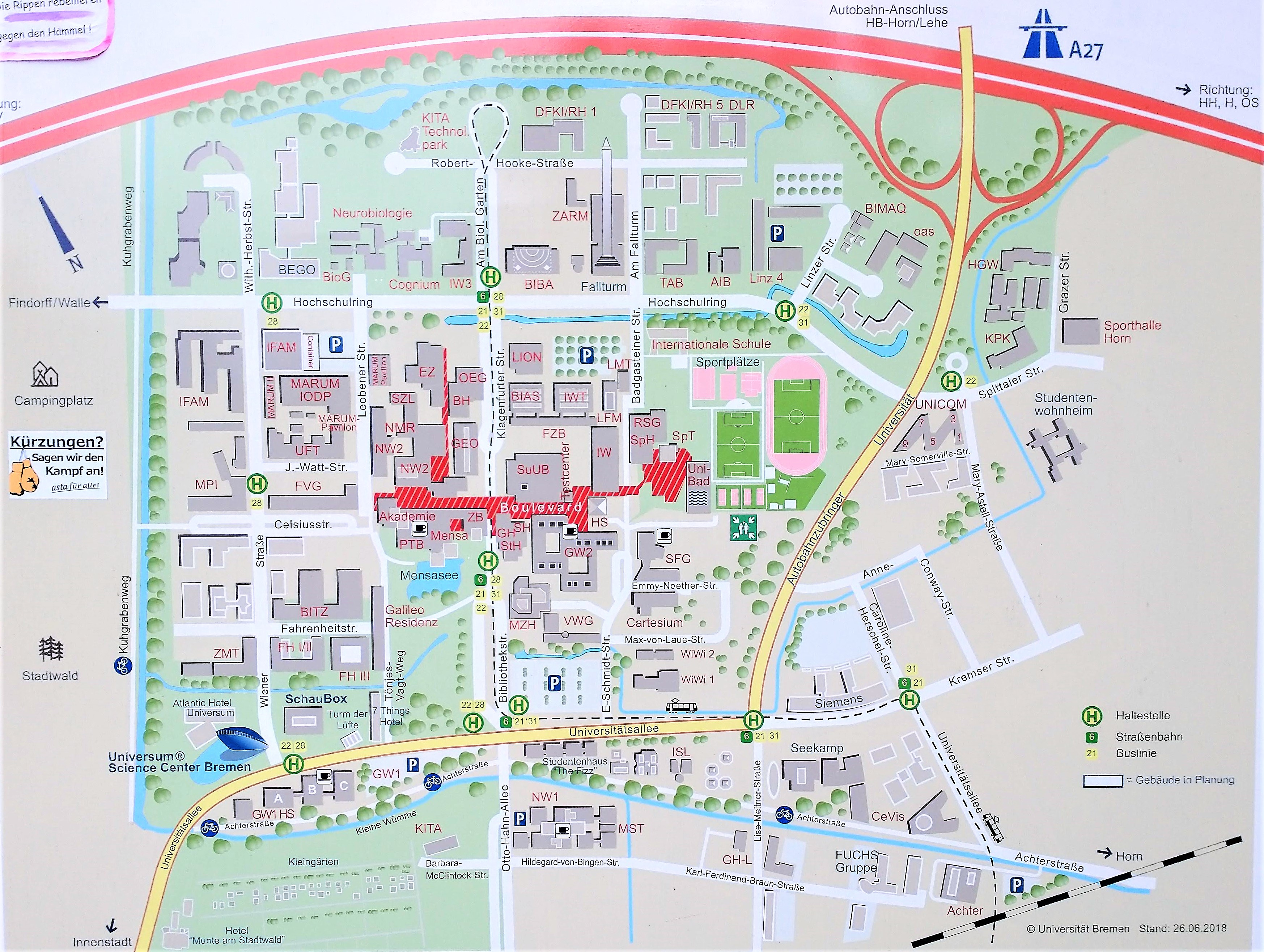
Plan kampusu
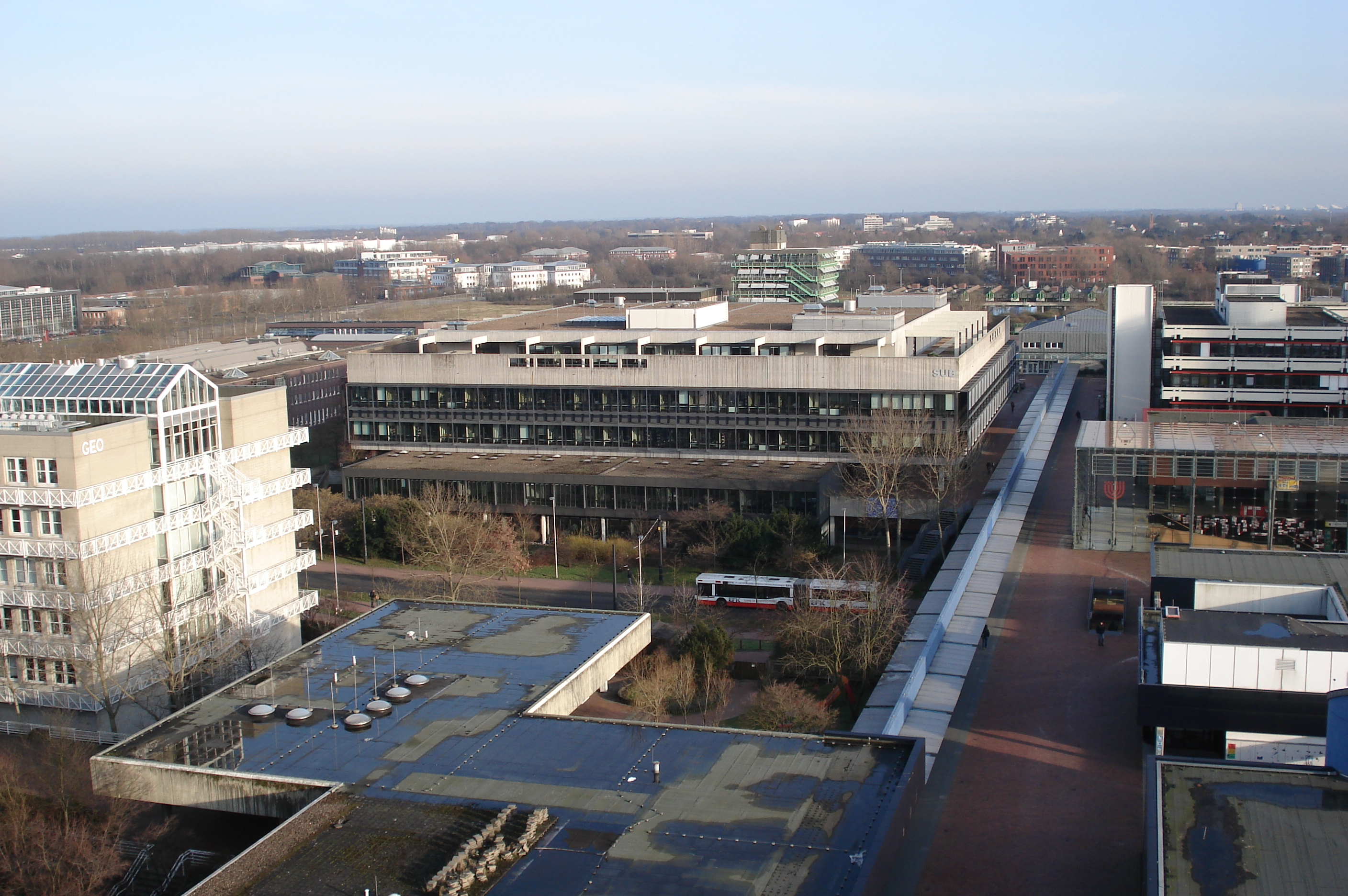
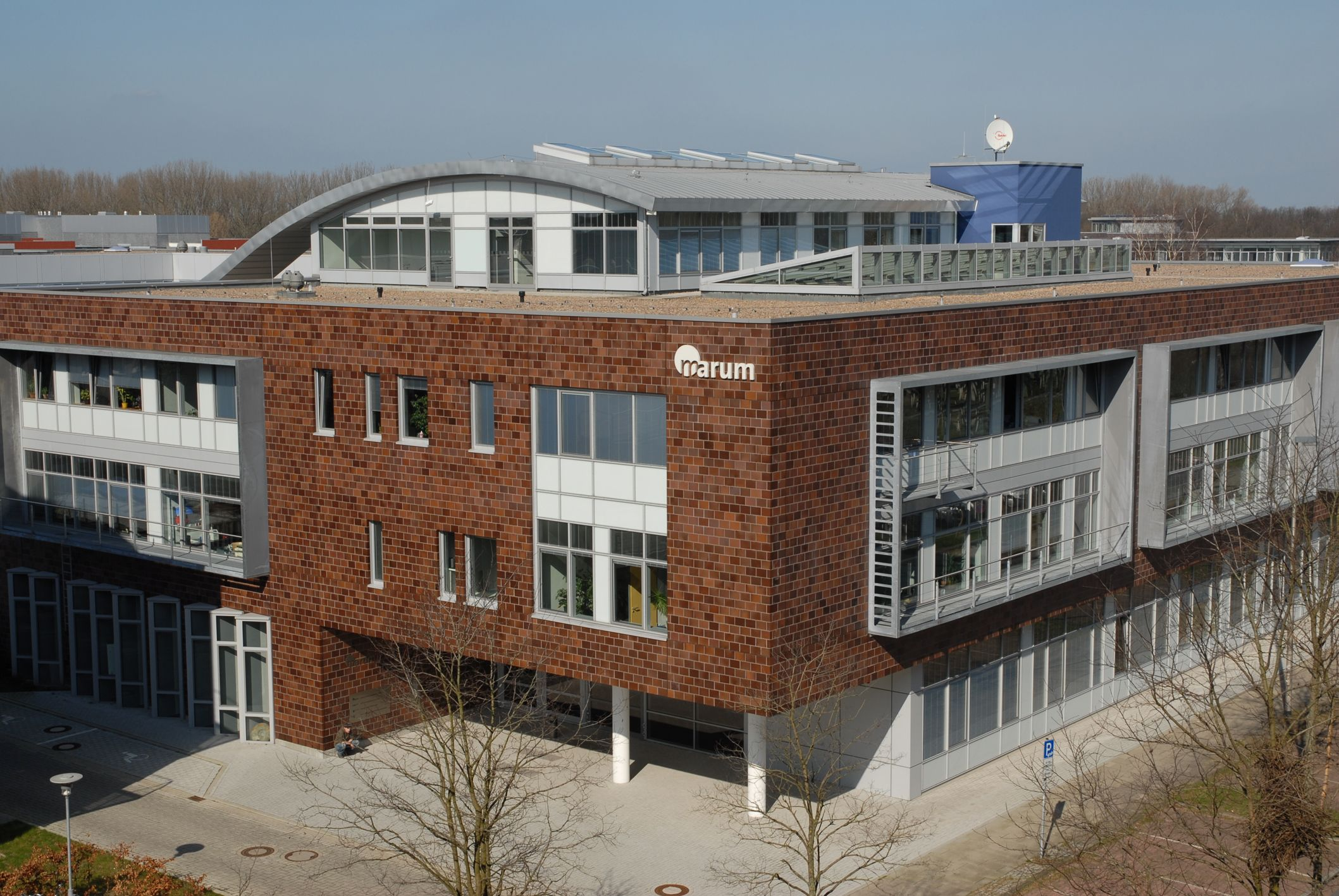
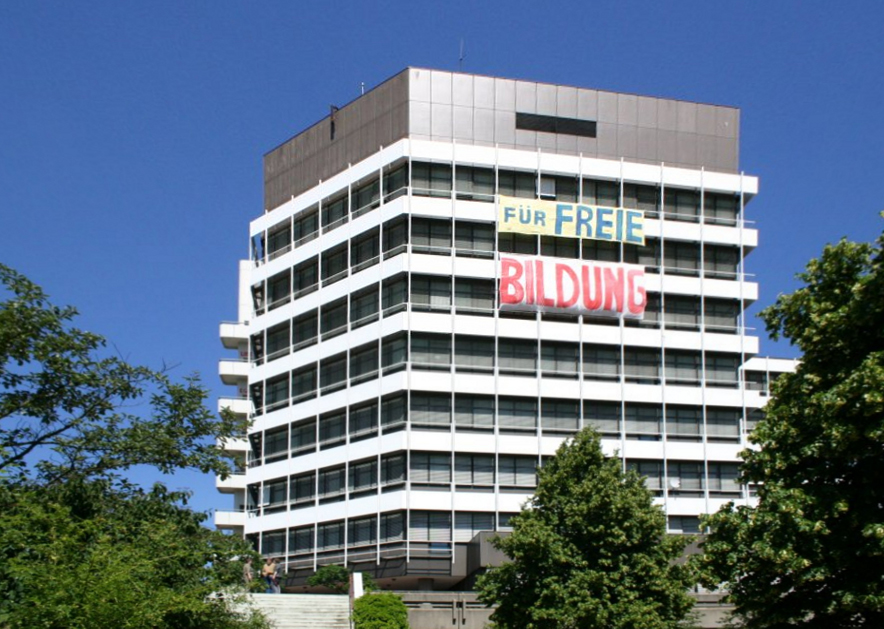
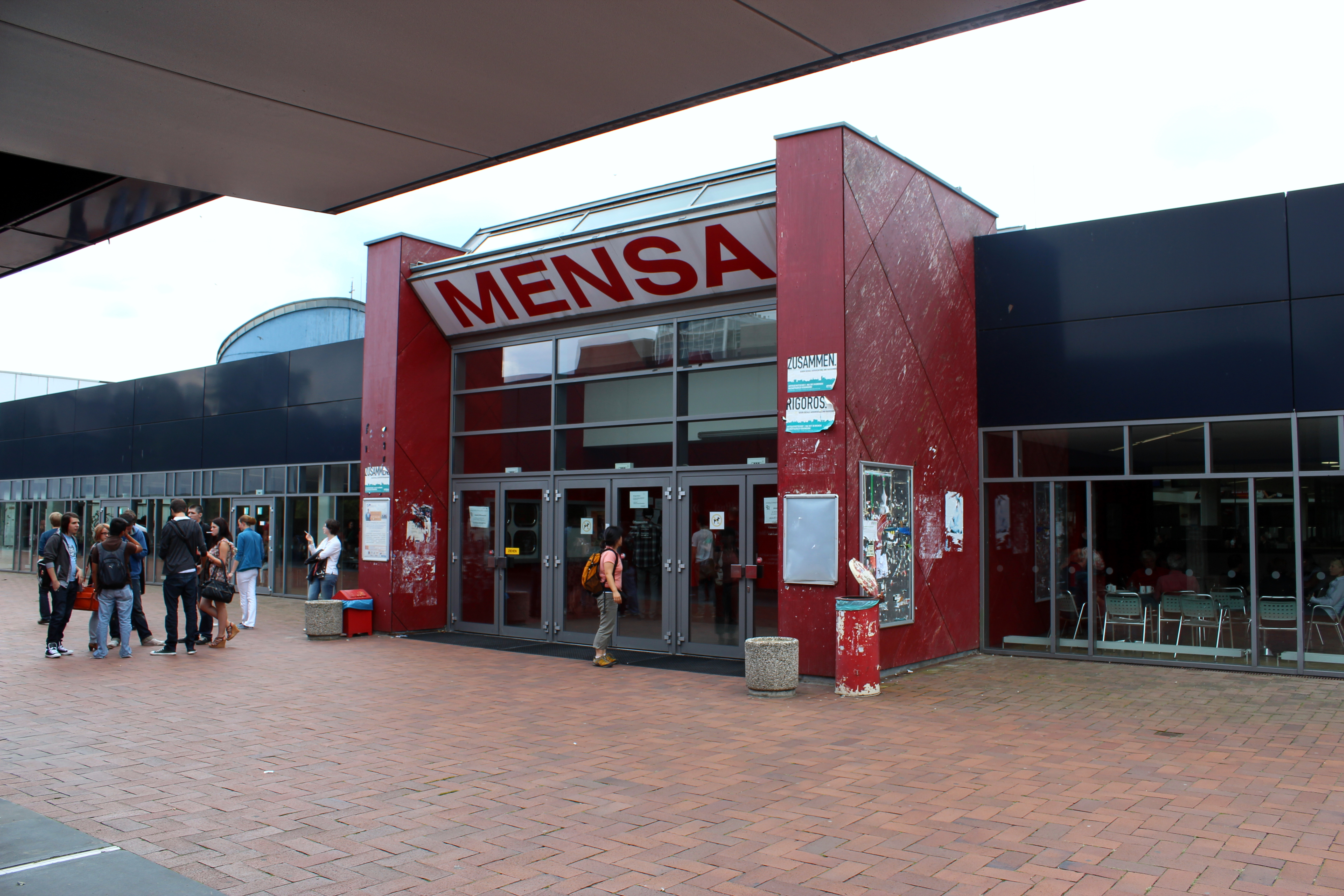